# Tetrasarus
Tetrasarus is een kevergeslacht uit de familie van de boktorren (Cerambycidae). De wetenschappelijke naam van het geslacht werd voor het eerst geldig gepubliceerd in 1880 door Bates.

## Soorten
Tetrasarus omvat de volgende soorten:
- Tetrasarus albescens Bates, 1880
- Tetrasarus callistus Bates, 1880
- Tetrasarus formosus Bates, 1885
- Tetrasarus inops Bates, 1880
- Tetrasarus lezamai Chemsak & Hovore, 2002
- Tetrasarus lineatus Brèthes, 1920
- Tetrasarus nanus Chemsak & Hovore, 2002
- Tetrasarus pictulus Bates, 1880
- Tetrasarus plato Bates, 1885
- Tetrasarus quadriscopulatus (Thomson, 1866)
- Tetrasarus similis Chemsak & Hovore, 2002